# Velká Chuchle
Velká Chuchle – część Pragi. W 2006 zamieszkiwało ją 1964 osób.